# Тшцянка (гміна)
Гміна Тшцянка (пол. Gmina Trzcianka) — місько-сільська гміна у північно-західній Польщі. Належить до Чарнковсько-Тшцянецького повіту Великопольського воєводства.
Станом на 31 грудня 2011 у гміні проживало 24474 особи.

## Територія
Згідно з даними за 2007 рік площа гміни становила 375.33 км², у тому числі:
- орні землі: 43.00%
- ліси: 47.00%

Таким чином, площа гміни становить 20.76% площі повіту.

## Населення
Станом на 31 грудня 2011:
| Опис     | Загалом | Загалом | Чоловіки | Чоловіки | Жінки | Жінки |
| -------- | ------- | ------- | -------- | -------- | ----- | ----- |
| одиниця  | осіб    | %       | осіб     | %        | осіб  | %     |
| все      | 24474   | 100     | 12046    | 49.22    | 12428 | 50.78 |
| міське   | 17400   | 100     | 8420     | 48.39    | 8980  | 51.61 |
| сільське | 7074    | 100     | 3626     | 51.26    | 3448  | 48.74 |

## Сусідні гміни
Гміна Тшцянка межує з такими гмінами: Валч, Велень, Уйсце, Чарнкув, Члопа, Шидлово.